# Nduka Ugbade
Nduka Ugbade (ur. 6 września 1969 w Lagos) – nigeryjski piłkarz grający na pozycji obrońcy. W swojej karierze rozegrał 13 meczów i strzelił 1 gola w reprezentacji Nigerii.

## Kariera klubowa
Swoją karierę piłkarską Ugbade rozpoczął w 1989 roku w klubie El-Kanemi Warriors. W 1989 roku przeszedł do hiszpańskiego pierwszoligowca, CD Castellón. Swój debiut w nim zaliczył 9 grudnia 1989 w wygranym 3:1 domowym meczu z Sevillą. W Castellón grał przez dwa sezony. W sezonie 1990/1991 spadł z nim do Segunda División.
Latem 1991 Ugbade przeszedł do drugoligowego Real Avilés. Grał w nim przez rok. W 1992 roku wrócił do El-Kanemi Warriors i w tamtym roku zdobył z nim Puchar Nigerii. W 1994 roku grałw Calabar Rovers, a w latach 1995-1997 w Nigerdock Lagos.
W latach 1998–1999 Ugbade występował w singapurskim klubie Marine Castle United. W 2000 roku przeszedł do malezyjskiego Perak FA. W 2000 roku zdobył z nim Puchar Malezji, a w sezonie 2002 wywalczył mistrzostwo Malezji. Po tym sukcesie zakończył karierę.

## Kariera reprezentacyjna
W reprezentacji Nigerii Ugbade zadebiutował 19 stycznia 1992 roku w wygranym 1:0 ćwierćfinałowym meczu Pucharu Narodów Afryki 1992 z Zairem, rozegranym w Ziguinchorze. W tym turnieju zagrał również w zwycięskim 2:1 meczu o 3. miejsce z Kamerunem.
W 1994 roku Ugbade został powołany do kadry na Puchar Narodów Afryki 1994. Na tym turnieju zagrał w trzech meczach: ćwierćfinałowym z Zairem (2:0), półfinałowym z Wybrzeżem Kości Słoniowej (2:2, k. 4:2) i finale z Zambią (2:1). Od 1992 do 1994 rozegrał w kadrze narodowej 13 meczów i strzelił 1 gola.